# Audi 80/A4
Audi 80, i dag A4, har siden sensommeren 1972 været Audis modelnavn for store mellemklassebiler. Internt benævnes modellen også "B-Typ".
Modellen findes som firedørs sedan, og siden sommeren 1992 også som femdørs stationcar (Avant). I perioder har der også fandtes coupé- og cabrioletversioner.

## Audi 80 (1972−1996)
Forgængeren for Audi 80 var Audi F103, som havde modelnavn efter motorens effekt i hk (Audi 60, 75, 80 og Super 90). Modelnavnet Audi 80 blev fra 1972 benyttet til hele modelserien.
Mellem 1973 og 1986 delte modellen platform med Volkswagen Passat.
I Nordamerika og Australien blev 80 solgt som Audi Fox i modelårene 1973−79, og som Audi 4000 i USA i modelårene 1980−87. Audi 90 var en udgave af Audi 80 med femcylindret motor.
Modellen fandtes med flere forskellige motortyper, hvor benzinmotorerne hed "E" for indsprøjtning eller "S" for karburator, og dieselmotorerne "D" for sugediesel, "TD" for turbodiesel eller "TDI" for "Turboladet direkte indsprøjtning". Audi Coupé og Audi Cabriolet var ikke navngivet Audi 80, men delte platform og mange dele med Audi 80.

### Generationer
- Audi 80 B1
1972–1978
- Audi 80 B3
1986–1991
- Audi 80 B4
1991–1996

## Audi A4 (1994−)
I november 1994 blev Audi A4-serien lanceret som sedan, mens Audi 80 fortsat blev bygget som Avant frem til januar 1996.
A4 er Audis mest producerede bilmodel og lå i år 2007 på 4. pladsen i den tyske registreringsstatistik efter Volkswagen Golf, Volkswagen Passat og BMW 3-serien. Private kunder udgør her kun en lille del af A4-nybilskøberne. I 2008 var 75,7% af alle i Tyskland solgte Audi A4'ere erhvervsmæssigt registreret.
I oktober 2011 blev den 10.000.000'ene B-serie-bil produceret.

### Generationer
- Audi A4 B5
1994–2001
- Audi A4 B6
2000–2006
- Audi A4 B7
2004–2009
- Audi A4 B8
2007−2015
- Audi A4 B9
2015−2023